# 莎拉·庫爾伯森
莎拉·簡·庫爾伯森公主，邦普貴女（英語：Princess Sarah Jane Culberson, Lady of Bumpe，1976年—），出生名為埃絲特·伊麗莎白·科波索瓦公主（Princess Esther Elizabeth Kposowa），是美國舞蹈家、演員、慈善家、教育家、公眾演說家和作家。她出生時是塞拉利昂邦普的門德人公主。她是一個非營利組織「塞拉利昂崛起」（Sierra Leone Rising）的聯合創始人，旨在籌集資金以改善塞拉利昂人民的教育、經濟機會和可持續生活。2009年，她與他人合著回憶錄，題為《發現公主：一個美國家庭、一個非洲酋長國和將他們聯繫在一起的女兒》。

## 生平
庫爾伯森出生於西維珍尼亞州摩根敦，母親是美國人，父親是塞拉利昂人，出生名為埃絲特·伊麗莎白·科波索瓦 。她在嬰兒時期便被寄養，後來被來自西維珍尼亞州的一對夫婦吉姆和朱迪·庫爾伯森收養。她的養父是西維珍尼亞大學的神經解剖學教授。她的養母是一所小學的特殊教育教師。她從小就對自己的親生父母一無所知。庫爾伯森在聯合衛理公會信仰中長大。學生時期的庫爾伯森愛打籃球，擔任學生會主席，並且是大學高中的返校節女王。她獲得了西維珍尼亞大學的戲劇獎學金，並於1998年畢業。她後來獲得了舊金山美國經典劇目劇團的美術碩士學位。
2004年，庫爾伯森聘請了私家偵探來尋找親生父母。她最終得知自己的生母是一位名叫彭妮的美國白人女性，已于12年前死於癌症，而自己的父親約瑟夫·科尼亞·科波索瓦王子是門德王室成員。她的祖父弗朗西斯·科波索瓦曾是塞拉利昂邦普的最高酋長。作為「馬哈洛伊」（Mahaloi），或最高酋長的孫女，她被門德人授予公主的地位。在給生父寫了一封信後，她與生父重新建立了聯繫。她的生父透露，當她的生母懷孕時，他只是一名來訪的大學生，他和她的生母一致認為，當時他們還太小，經濟上不適合照顧孩子。到達邦普後，酋長授予她「邦普尼亞」（Bumpenya）頭銜，即門德語為「邦普貴女」（Lady of Bumpe）之意。她是社會學家奧古斯丁·科波索瓦王子的侄女。

## 事業
2001年，庫爾伯森搬到洛杉磯從事演藝事業。她曾在電視節目《以防萬一》、《強藥》、《我們所有人》、《波士頓法律》和《青春密語》中出場。她還在電影《美國夢》中扮演了一個角色。
從2005年到2007年，庫爾伯森是一家位於洛杉磯的專業舞蹈公司「挫折」（CONTRA-TIEMPO）的舞者，專門從事薩爾薩舞、嘻哈舞和現代舞表演。她現在在舞蹈公司的董事會任職，並繼續作為客座藝術家表演。
2006年，庫爾伯森共同創立了「塞拉利昂崛起」，其前身為科波索瓦基金會，這是一個支持塞拉利昂內戰後邦普酋長國的教育、學校重建和提高生活質量的非營利基金會。
她在洛杉磯的奧克伍德學校擔任服務學習主任。作為服務主任，她組織學校到塞拉利昂服務旅行。
2009年，她與人合著了回憶錄《發現公主：一個美國家庭、一個非洲酋長國和將他們聯繫在一起的女兒》。